# Campeonato Paraguaio de Futebol de 1920
O Campeonato Paraguaio de Futebol de 19200 foi o décimo quarto torneio desta competição.  9Participaram dez equipes. Não participou o Club Atlético Marte, de Luque, rebaixado no ano anterior. Foi a última participação deste clube na primeira divisão paraguaia, pois posteriormente faria fusão com outros clubes para dar origem ao Club Sportivo Luqueño.
| Equipe                | Cidade   | Departamento     | No ano anterior                                                      | Estádio | Capacidade | Títulos                    | Participações |
| --------------------- | -------- | ---------------- | -------------------------------------------------------------------- | ------- | ---------- | -------------------------- | ------------- |
| Atlántida Sport Club  | Assunção | Distrito Capital | Oitavo Lugar                                                         | --      | --         | 0 (não possui)             | 7             |
| Club River Plate      | Assunção | Distrito Capital | Segundo Lugar                                                        | --      | --         | 0 (não possui)             | 7             |
| Club Cerro Porteño    | Assunção | Distrito Capital | Campeão                                                              | --      | --         | 4 (1913, 1915, 1918, 1919) | 8             |
| Club Guaraní          | Assunção | Distrito Capital | Quinto Lugar                                                         | --      | --         | 2 (1906,1907 )             | 13            |
| Club Nacional         | Assunção | Distrito Capital | Sétimo Lugar                                                         | --      | --         | 2 (1909, 1911)             | 14            |
| Club Olimpia          | Assunção | Distrito Capital | Terceiro Lugar                                                       | --      | --         | 4 (1912, 1914, 1916, 1917) | 14            |
| Sol de América        | Assunção | Distrito Capital | Sexto Lugar                                                          | --      | --         | 0 (não possui)             | 9             |
| Club Libertad         | Assunção | Distrito Capital | Quarto Lugar                                                         | --      | --         | 1 (1910)                   | 8             |
| Sastre Sport          | Assunção | Distrito Capital | Nono Lugar                                                           | --      | --         | 0 (não possui)             | 2             |
| Club Presidente Hayes | Assunção | Distrito Capital | Campeão do Campeonato Paraguaio de Futebol de 1919 - Segunda Divisão | --      | --         | 0 (não possui)             | 2             |

## Premiação
| Campeonato Paraguaio 1920 Primeira Divisão |
| Assunção                                   |
| ------------------------------------------ |
| Club Libertad Campeão (2º título)          |